# Archivi di Persepoli

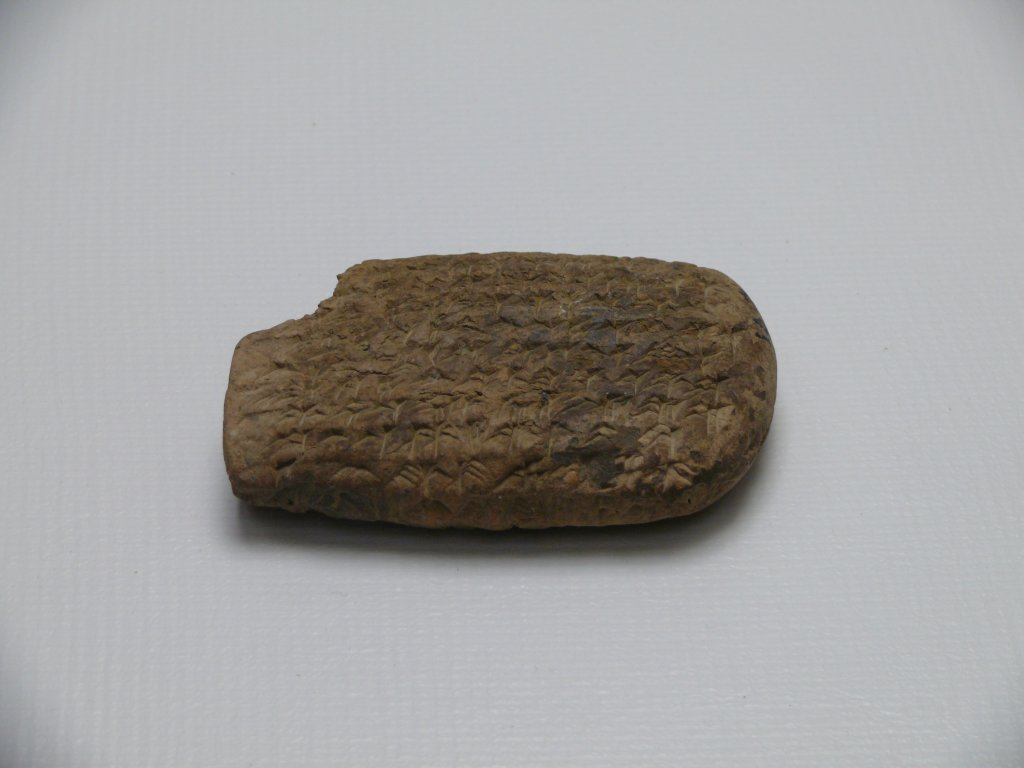
Tavolette di argilla di Persepoli.

Gli archivi di Persepoli e gli archivi del tesoro di Persepoli sono due gruppi di tavolette di argilla che contengono la storia amministrativa dell'antica città persiana di Persepoli - ritrovate durante gli scavi archeologici condotti nel XX secolo a Persepoli. Risalgono all'epoca dell'impero achemenide. La scoperta avvenne durante gli scavi condotti dagli archeologi dell'Istituto orientale dell'Università di Chicago negli anni 1930. Pertanto sono stati chiamati con il nome del sito in cui sono stati trovati. Gli scavi archeologici dell'Istituto orientale dell'Università di Chicago vennero inizialmente diretti da Ernst Herzfeld, dal 1931 al 1934 e, successivamente, dal 1934 al 1939, da Erich Schmidt.
Mentre la fine politica dell'impero achemenide è simboleggiata dalla distruzione di Persepoli, da parte dell'esercito di Alessandro Magno (datata 330/329 a.C.), essa paradossalmente, contribuì alla conservazione degli archivi amministrativi Achemenidi che avrebbero potuto andare persi a causa del passaggio del tempo, per cause naturali o dovute alla mano degli uomini. Secondo evidenze archeologiche, il parziale incendio del complesso di Persepoli non colpì le tavolette dell'archivio della città, ma potrebbe aver causato il collasso della parte superiore del muro di fortificazione nord che aiutò a conservare le tavolette fino al momento del loro recupero da parte degli archeologi dell'Istituto orientale.
Migliaia di tavolette di argilla, frammenti e sigilli degli archivi di Persepoli, sono parte del sistema di amministrazione che rappresentava la continuità dei flussi di entrate e uscite dell'Impero persiano, relative a più di cinquant'anni (dal 505 al 457 a.C.). Queste fonti possono far luce sulla geografia, economia, e amministrazione, oltre che sulla religione e le condizioni sociali della regione di Persepoli, il cuore della Persia dei 'Grandi Re' da Dario il Grande ad Artaserse I.
Gli archivi amministrativi di Persepoli sono la più importante fonte primaria esistente per capire il funzionamento interno dell'impero persiano achemenide. Ma mentre questi archivi hanno il potenziale di offrire lo studio della storia achemenide sulla base dell'unica fonte superstite proveniente dal cuore dell'impero, non sono ancora pienamente utilizzati come tali dalla maggioranza degli storici.
La ragione della lenta adozione dello studio di questi archivi amministrativi di Persepoli, può anche essere attribuita alla natura amministrativa degli stessi, mancando il dramma e l'eccitazione della storia narrativa.

## Archivi della fortificazione di Persepoli
Gli Archivi della fortificazione di Persepoli (PFA), noti anche come Tavolette della fortificazione di Persepoli (PFT, PF), sono frammenti di fonti amministrative, ricevute di pagamento, tassazioni, trasferimenti di valuta, immagazzinamento di generi alimentari, animali vivi e macellati, vino, birra, olio ecc. avvenuti nella regione di Persepoli durante l'impero achemenide, e la redistribuzione agli dei, alla famiglia reale, ai cortigiani, ai sacerdoti, agli amministratori, ai viaggiatori, ai lavoratori, agli artigiani e alle scorte
Ma prima che gli archivi di Persepoli potessero offrire eventuali indizi per la migliore comprensione della storia achemenide, le tavolette di argilla, scritte in un tardo dialetto elamico, un linguaggio estremamente difficile ancora insufficientemente compreso, dovevano essere decifrate.
Così, nel 1935, le autorità iraniane prestarono l'archivio all'Istituto orientale per la ricerca e la pubblicazione. L'archivio giunse a Chicago nel 1936 e fu oggetto di studi dal 1937. Ma non prima del 1969, quando Richard Hallock pubblicò la sua magistrale edizione sulle 2087 tavolette elamite, Persepolis Fortification Tablets si poté giungere alla rinascita degli studi sugli achemenidi negli anni '70. Il progetto a lungo termine, che dura da oltre sette decenni, è lontano dal suo compimento.
153 tavolette, circa 30 000 frammenti e un numero imprecisato di tavolette non scritte, sono state restituite all'Iran nel 1950. Finora circa 450 tavolette e decine di migliaia di frammenti sono già stati restituiti all'Iran in totale.
Solo lo stretto contenuto che riguarda la registrazione delle operazioni dell'amministrazione achemenide che si occupavano di prodotti alimentari, deve essere preso in considerazione per quanto riguarda la quantità di informazioni che può essere dedotta da essi.

### Scoperta
Gli scavi diretti da Ernst Herzfeld a Persepoli tra il 1933 e il 1934, per conto dell'Istituto orientale, portarono alla scoperta di decine di migliaia di tavolette d'argilla cruda, frammenti rotti male e sigilli, nel marzo del 1933. Prima di tentare di costruire un percorso per una facile rimozione dei detriti dalle rovine dei palazzi ssiti sul terrazzo di Persepoli, Herzfeld decise di scavare quella posizione per assicurarsi che la costruzione del passaggio non avesse fatto dei danni. Trovò due stanze piene di tavolette di argilla, disposte in ordine, come in una biblioteca. Le tavolette non pulite e i frammenti vennero ricoperte con cera fusa e dopo l'essiccazione, vennero avvolte in pezze di cotone e confezionate in 2 353 scatole, numerate in sequenza, per la spedizione.
A quell'epoca, Herzfeld stimò che il ritrovamento comprendeva tavolette e frammenti d'argilla per circa 30 000 pezzi o più, tra tavolette, frammenti e sigilli. Comunque, Herzfeld non lasciò informazioni più precise e non pubblicò mai un rapporto dettagliato sulla questione.

### Luogo del ritrovamento
L'archivio venne trovato nell'angolo di nord-est della terrazza di Persepoli, in due stanze delle mura della fortificazione. Le tavolette erano state immagazzinate in un piccolo spazio vicino alla scala della torre del muro della fortificazione. Il piano superiore del muro della fortificazione potrebbe essere collassato al momento dell'invasione dell'esercito di Alessandro Magno, distruggendo parzialmente l'ordine dell'archivio proteggendolo però fino al 1933. L'ingresso alle camere era stato murato nell'altichità.

### Contenuto
C'erano tre tipi diversi di tavolette di argilla e frammenti nell'archivio:
- Lingua elamica: resti di 10 000 o più tavolette in lingua elamica cuneiforme.
- Lingua aramaica: resti di circa 1 000 o più tavolette in lingua e scrittura aramaica.
- Non scritte: resti di circa 5 000 o più tavolette senza testo e con impressi soltanto dei sigilli.

Comunque, la relazione funzionale tra questi componenti non è ancora chiara.

### Numeri
Nel 2010, circa 20 000-25 000 tavolette e frammenti, rappresentati circa 15 000-18 000 documenti originali, erano ancora presso l'Istituto orientale.
Le dimensioni dell'archivio originale, per lo stesso periodo, avrebbero potuto essere di ben 100 000 tavolette elamite. I campioni ritrovati potrebbero rappresentare non più del cinque per cento dell'archivio originale achemenide.
Le dimensioni dell'archivio originale di tutto il regno di Dario il Grande, 522-486 a.C., relativo alla distribuzione di prodotti alimentari, avrebbero potuto essere di ben 200 000 documenti.

### Date
L'archivio copre sedici anni (509-493 a.C.), dal 13º al 28º anno di regno di Dario il Grande. La distribuzione cronologica dell'archivio è irregolare con grande concentrazione di documenti relativi al 22° e 23°.

### Documenti elamiti
L'attuale interpretazione dell'archivio è basata su campioni dell'archivio elamico costituiti da 2 120 pubblicazioni di Richard Hallock (2087 tavolette nel 1969 e 33 nel 1978), così come di analisi di 1 148 sigilli che accompagnavano i documenti elamiti. Circa 20 nuove tavolette sono state pubblicate, dopo Hallock, da altri studiosi.
La maggior parte dei documenti elamiti sono protocolli di singole transazioni. Il più antico testo elamico datato, fu scritto nel primo mese del 13º anno di regno di Dario il Grande (aprile 509 a.C.) e l'ultimo il 12º mese, del 28º anno di regno (marzo/aprile 493 a.C.).
I documenti elamiti menzionano circa 150 luoghi della regione controllata dall'amministrazione achemenide di Persepoli; la maggior parte della moderna provincia di Fars e forse parte della modernaoKhūzestān, tra borghi, poderi, parchi, magazzini, fortezze, tesorerie, città, fiumi e montagne.

#### Esempi
Esempio di traslitterazione e traduzione di un documento elamico dell'archivio di Persepoli, redatto da Richard Hallock:

PF 53

2 w.pi-ut kur-min m.Šu-te-na-na Ba-ir-ša-an ku-ut-ka hu-ut-ki+MIN-nam
Ba-ka-ba-da Na-ba-ba du-iš-da be-ul 21-na
2 (?) fichi, forniti da Šutena, vennero portati (a) Persepoli, per i negozi (reali).
Bakabada (e) Nababa ricevettero (li). 21º anno.

##### Pronuncia della traslitterazione
š  sh come in shall

### Documenti in aramaico
Sono stati identificati circa 680 documenti e frammenti con scritte monolingue in aramaico (detto anche aramaico imperiale)
Quasi tutti i documenti in aramaico sono contirnati da corde annodate. Tutti i testi aramaici hanno impronte di sigilli e sono incisi con stili o scritti in inchiostro con penne o pennelli, e sono simili a note elamite. Essi sono registrazioni di trasporto e stoccaggio delle derrate alimentari, erogazione di semi, di fondi per i viaggiatori, e di razioni per i lavoratori.

### Documenti non scritti
Circa 5 000 o più tavolette e frammenti, contengono soltanto impressioni di sigilli e nessun testo. Quasi tutte le registrazioni hanno corde annodate intorno. Si fa notare che nessuna delle tavolette e frammenti non scritti porta i sigilli di alti funzionari dell'amministrazione achemenide.
Bottoni, monete quali tetradracme ateniesi e achemenidi di Dario, o altri oggetti di uso comune, vengono talora utilizzati al posto dei sigilli, in alcuni casi.

### Sigilli
Sono stati identificati più di 2 200 diversi sigilli cilindrici e bolli, tra i quali scene di combattimento eroico, caccia, culto, animali in combattimento e disegni astratti. Il numero potrebbe aumentare con lo studio di altri documenti, rendendo gli archivi amministrativi di Persepoli una delle più grandi collezioni di immagini del mondo antico, con la visualizzazione di una vasta gamma di stili e competenze nei progettisti e negli incisori.
Più di 100 sigilli sono iscrizioni identificative del titolare del sigillo o del suo superiore. Molti dei sigilli sulle tavolette elamite possono essere associati a funzionari di Persepoli nominati negli archivi, come Parnâkka (persiano antico *Farnaka).

### Documenti in altre lingue
Persepoli era abitata da una moltitudine di persone che parlavano lingue diverse. Ci sono documenti d'archivio unici in altre lingue che attestano l'uso di molte lingue da parte dell'amministrazione a Persepoli, come:
- Una tavoletta scritta in greco riportante soltanto il quantitativo di vino e un nome di mese in aramaico.[33]
- Una tavoletta scritta in lingua persiana antica, riportante la distribuzione di alcune materie prime secche a cinque villaggi.[33]
- Una tavoletta scritta in dialetto babilonese o accadica, documento legale di acquisto di uno schiavo a Persepoli, durante il regno di Dario il Grande, con indicate le parti e i testimoni con nomi babilonesi. Il documento legale è conforme alle convenzioni babilonesi.[34]
- Una tavoletta scritta in frigio non è stata interpretata.[35]
- Una tavoletta in lingua cuneiforme sconosciuta.[2]

### Significato
Fino alla scoperta degli archivi amministrativi di Persepoli, le principali fonti di informazione sugli Achemenidi erano le fonti greche, come Erodoto e antichi storici di Alessandro Magno e riferimenti biblici contenuti nella Bibbia ebraica, che fornivano una visione parziale e di parte degli antichi persiani.
L'archivio delle fortificazioni di Persepoli è un sistema amministrativo e di archiviazione sofisticato e completo, che rappresenta una complessa e vasta economia istituzionale derivante dall'attenta pianificazione, a lungo termine e su larga scala. L'archivio offre un'opportunità unica per la ricerca su temi importanti come l'organizzazione e lo status dei lavoratori, la demografia regionale, le pratiche religiose, la Via Reale di Persia, le relazioni tra l'istituzione dello Stato e le feste private, nonche la gestione dei documenti. La ricerca sta dando una migliore comprensione del territorio sotto la gestione degli amministratori achemenidi di Persepoli e il sistema che stava alla base della strutturazione del territorio. Tra i lavoratori di Persepoli, ci sono tante donne quanti uomini registrati nell'archivio. Alcune donne ricevevano maggiori razioni di qualsiasi altro uomo in un gruppo di lavoro, probabilmente a causa del loro grado o abilità speciali. Sono citate anche le neo madri, che ricevono singole razioni mentre le madri dei ragazzi ne ricevono il doppio rispetto alle madri delle ragazze.
Le parole e i nomi iranici, presenti nelle registrazioni elamite e aramaiche, sono la principale fonte di antico persiano, lingua conservata in quanto utilizzata negli archivi di Persepoli, compresa l'evidenza di lessico, fonologia e variazione dialettale, che non si trova altrove.
Reperti frammentari con testi Eelamiti trovati in altri siti dell'Impero achemenide, presentano pratiche e attività amministrative comuni Documenti di archivi trovati a Bactria, una delle satrapie dell'impero achemenide, usano dei termini amministrativi e delle pratice di contabilità uguali a quelli trovati a Persepoli.
La scoperta di una traccia scritta in antico persiano per un documento amministrativo di routine, smentisce la nozione precedentemente dichiarata che il linguaggio antico persiano era utilizzato solo per le iscrizioni monumentali imperiali.
L'amministrazione di Persepoli trattava tutti gli dei allo stesso modo. Tra le varie divinità, citate negli archivi di Persepoli, che ricevono offerte di cibo vi erano: gli Elamiti Khumban, Inshushinak e Simat, il mazdeista Ahura Mazdā, il Semitico, Adad e altri dei altrimenti sconosciuti. Nessun riferimento a Mithra è stato trovato negli archivi di Persepoli.

## Archivio del tesoro di Persepoli
Gli scavi diretti da Erich Schmidt a Persepoli tra il 1934 e il 1939 per l'Istituto orientale, hanno scoperto un secondo gruppo di tavolette d'argilla e frammenti che divenne noto come Archivio del tesoro di Persepoli (PTA). Esso venne imballato in piccole scatole di metallo, pieni di segatura, per la spedizione a Teheran.
L'archivio del tesoro di Persepoli si occupava, per lo più, dei pagamenti in argento del tesoro di Persepoli fatta in luogo per pagamenti parziali o completi di pecore, vino, o grano agli operai e artigiani occupati in città o in prossimità di Persepoli. Alcuni documenti sono lettere amministrative che ordinano i pagamenti ai gruppi di lavoratori o confermano che tali pagamenti sono stati effettuati.

### Ubicazione
L'archivio del tesoro di Persepoli è stato trovato sulla parte sud-orientale della terrazza di Persepoli, nel blocco di edifici identificato come il "Tesoro Reale", dove sono stati trovati piccoli pezzi di foglie d'oro, da cui il nome di archivio del tesoro di Persepoli.

### Componenti
Ci sono due tipi principali di tavolette d'argilla e frammenti nell'archivio del tesoro di Persepoli:
- Documenti in lingua elamica e scrittura cuneiforme.
- Non scritti: oggetti di varie forme con impressi soltanto dei sigilli, cilindrici e ad anello. Molti di essi hanno segni di cordoncini che li legavano a sacchetti o scatole, o legavano i sigilli a contenitori.
- Una tavoletta scritta in dialetto babilonese, è un documento che riguarda tasse pagate in argento da tre persone, in un luogo non indicato, nel 19º e 20º anno di regno di Dario il Grande.[45][46]

### Numeri
Un ritrovamento totale di 746 tavolette d'argilla e frammenti è stato segnalato dagli scavatori - 198 tavolette e grandi frammenti e 548 frammenti più piccoli. 46 tavolette di argilla sono state consegnate all'Istituto orientale da parte delle autorità iraniane e le restanti sono state inviate all'Iran Bastan Museum (moderno Museo Nazionale dell'Iran) a Teheran. Una parte della collezione si trova in una sala del Museo Nazionale dell'Iran a partire dal 1998. 199 sigilli senza iscrizioni sono stati trovati durante gli scavi.

### Date
L'archivio del tesoro di Persepoli copre trentacinque anni (492-457 a.C.), dal 30º anno di regno di Dario il Grande al 7° di Artaserse I, con maggior concentrazione di documenti tra il 19º e il 20º anno di regno di Serse.

### Significato
Gli archivi di Persepoli sono una ricca risorsa per lo studio di tutte le lingue ufficiali utilizzate nell'impero persiano achemenide, sia individualmente che collettivamente in relazione con le altre.
L'archivio del tesoro di Persepoli, contribuisce inoltre allo studio della storia economica, fornendo un fonte all'introduzione della moneta in argento nell'economia regionale di Persepoli e della sua eventuale adozione. L'archivio delle fortificazioni di Persepoli, soltanto una generazione prima dell'archivio del tesoro, attesta solo il pagamento in natura a Persepoli (vino, birra, grano, farina, pecore, e simili).

## Altri documenti achemenidi di Persepoli
Gli scavi diretti da Akbar Tajvidi a Persepoli tra il 1968 e il 1973, consentirono il recupero di altre tavolette d'argilla. Scavando le torri superiori del muro di fortificazione in cima al Kuh-e Rahmat (Monte della Misericordia), vennero trovati sigilli non scritti achemenidi e bolli.
Da un gruppo di 52 sigilli non scritti, alcune impressioni erano simili a quelle trovate nell'archivio del tesoro.
Scavi futuri nelle aree attualmente esplorate, come ad esempio la parte sud-orientale della terrazza di Persepoli e le fortificazioni della montagna, potrebbero far trovare altri archivi.